# BYD F6
BYD F6 — переднеприводной среднеразмерный седан китайской компании BYD.

## Описание

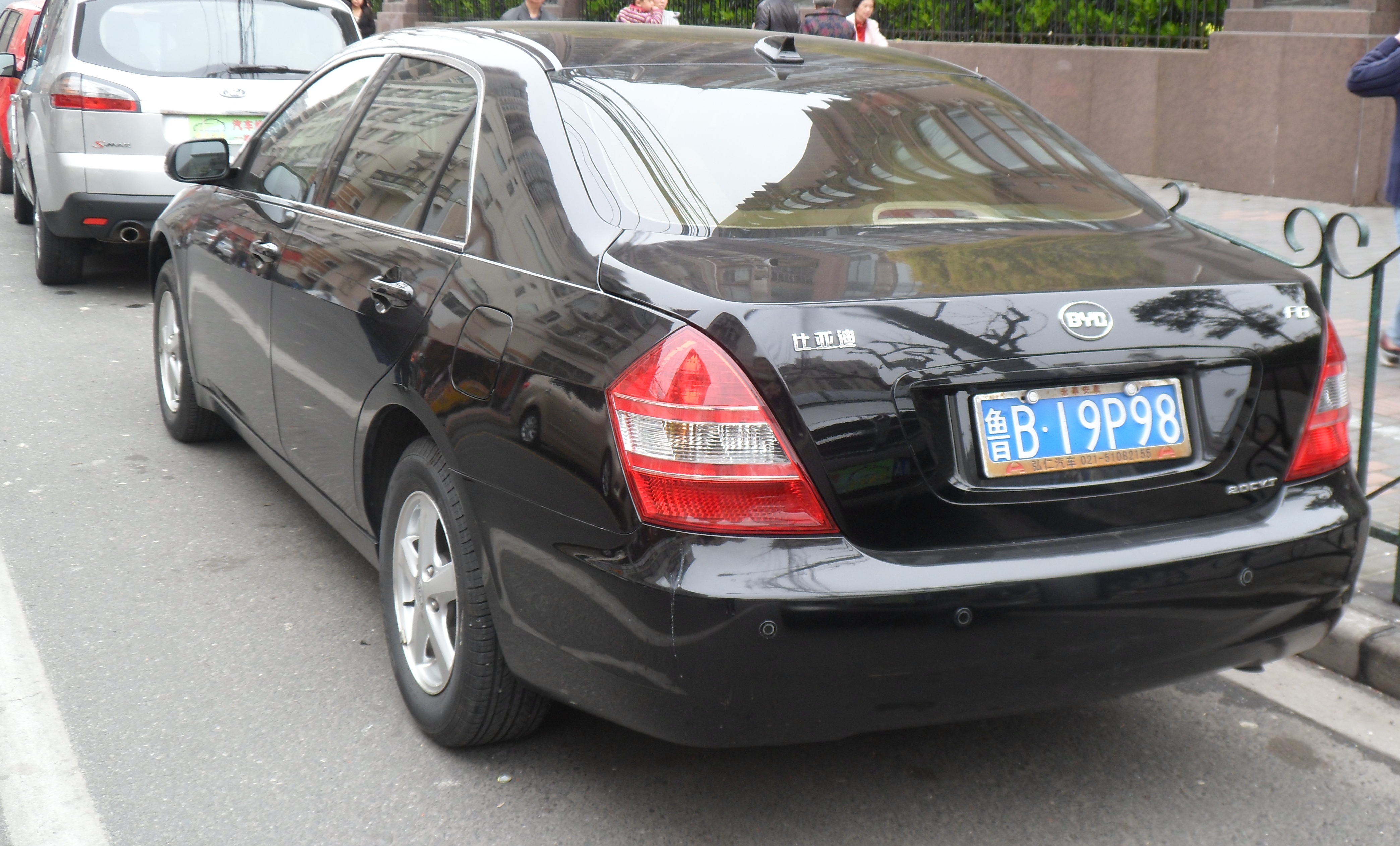
BYD F6

За основу автомобиля BYD F6 была взята японская модель Honda Accord седьмого поколения, причём передняя часть автомобиля взята от шведской модели Saab 9-5, а задняя — от немецкой Mercedes-Benz W221. Двигатели и трансмиссии взяты от японского производителя Mitsubishi.

## Особенности
На автомобиль BYD F6 ставили бензиновый двигатель внутреннего сгорания Mitsubishi экологического класса Евро-3 и прочие двигатели, соответствующие стандарту Евро-4.

## Подключаемый гибрид (F6DM)
На Североамериканском международном автосалоне 2008 года в Детройте компания BYD продемонстрировала F6DM, подключаемый гибридный концептуальный вариант F6.

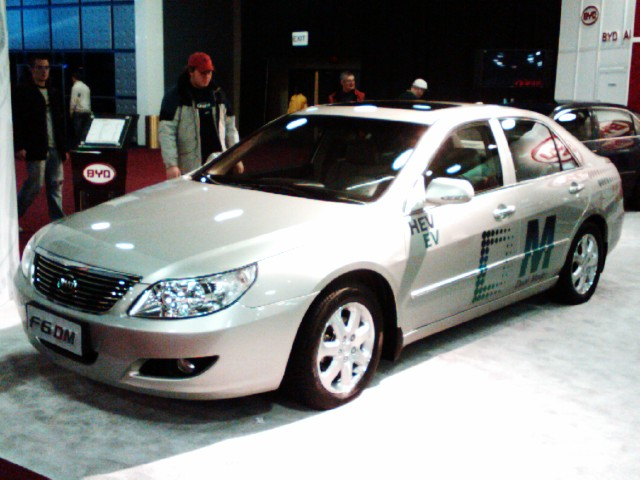
BYD F6DM

В основанном на BYD F6 F6DM должен был использоваться литий-железо-фосфатный аккумулятор, тип литий-ионной батареи, продаваемой под торговой маркой Ferrous, которую можно было перезарядить до 70 процентов емкости за 10 минут. Утверждается[кем?], что железо-фосфатные литий-ионные батареи намного безопаснее, чем литий-ионные батареи на основе оксида кобальта, которые уже неоднократно вызывали возгорания в бытовых электронных устройствах.
BYD заявила, что их тестовая модель могла проехать 100 километров на электроэнергии до того, как потребовался бензиновый двигатель, и что аккумулятор можно было полностью зарядить от розетки за девять часов.